# Joseph Lawson Howze
Joseph Lawson Howze  (* 30. August 1923 in Daphne, Alabama; † 9. Januar 2019 in Ocean Springs, Mississippi) war ein US-amerikanischer Geistlicher der römisch-katholischen Kirche und Bischof von Biloxi. 

## Leben
Joseph Lawson Howze empfing am 7. Mai 1959 die Priesterweihe.
Papst Paul VI. ernannte ihn am 8. November 1972 zum Weihbischof in Natchez-Jackson und Titularbischof von Maxita. Der Apostolische Delegat in den Vereinigten Staaten von Amerika, Erzbischof Luigi Raimondi, spendete ihm am 28. Januar 1973 die Bischofsweihe; Mitkonsekratoren waren Harold Robert Perry SVD, Weihbischof in New Orleans, und Joseph Bernard Brunini, Bischof von Natchez-Jackson. 
Am 8. März 1977 wurde er durch Paul VI. zum ersten Bischof des eine Woche zuvor errichteten Bistums Biloxi ernannt. Die Amtseinführung fand am 6. Juni desselben Jahres statt.
Am 15. Mai 2001 nahm Papst Johannes Paul II. seinen altersbedingten Rücktritt an.